# سومن کووالتی
سومن کووالتی (به انگلیسی: Suomen Kuvalehti) (به معنی "مجله تصویر فنلاندی") یک هفته‌نامه خانوادگی و خبری فنلاندی زبان است که در هلسینکی، فنلاند منتشر می‌شود.

## تاریخچه و مشخصات
سومن کووالتی در سال ۱۸۷۳ تأسیس شد و تا سال ۱۸۸۰ منتشر می‌شد و سپس انتشارش متوقف گردید. این مجله مجدداً در سال ۱۹۱۷ شروع به انتشار کرد، و تا امروز ادامه دارد. در سال ۱۹۳۴ با کانسان کووالتی ادغام شد. ویراستار آن در سال ۱۹۳۵ ال‌ام ویرجوری بود. سپس ایلماری تورجا سومن کووالتی را از سال ۱۹۳۶ تا ۱۹۵۱ ویرایش کرد.
دفتر مرکزی سومن کووالتی در هلسینکی است. این مجله توسط اتاوا هر جمعه منتشر می‌شود. یکی از سردبیران سابق آن ویل پرنا است.
سومن کووالتی در اصل از سیاست‌های راست میانه در کشور حمایت می‌کرد. پس از جنگ داخلی فنلاند، این مجله از سفیدپوستان پیروز به عنوان میهن‌پرست و قهرمان تقدیر کرد. سومن کووالتی علاوه بر سومن کووالتی، واپاتمه هینتا را منتشر می‌کرد، که جزئیات تلفات فنلاند در طول جنگ زمستانی را نشان داد و مانند اکثریت قریب به اتفاق مطبوعات فنلاند به شدت از دولت فنلاند در برابر تهاجم شوروی حمایت کرد. در دوران جنگ سرد، یکی از نشریات فنلاند بود که توسط اتحاد جماهیر شوروی به ابزار تبلیغات ایالات متحده متهم شد و سفارت شوروی در هلسینکی بارها به سردبیران مجله اعتراض می‌کرد.
در دوران اخیر و مدرن، سومن کووالتی فنلاندی موضعی محافظه کارانه و لیبرال بدون وابستگی مستقیم سیاسی داشته است. هدف این هفته نامه نوشتن مقالات محتوایی در مورد موضوعات جاری و ارائه سرمقاله‌هایی که ترویج عقیده می‌کند. این مجله روی اخبار مربوط به سیاست و فرهنگ ملی و بین‌المللی تمرکز دارد. سومن کووالتی یکی از رسانه‌های روزنامه‌نگاری تحقیقی در کشور به‌شمار می‌رود. گزیده‌هایی از خاطرات رمان‌نویس فنلاندی آنتی توری دربارهٔ سفر او به آلمان بین سال‌های ۱۹۹۲ تا ۱۹۹۵ در سومن کووالتی منتشر شد. کمیک استریپ بلوند به‌طور مرتب در مجله ظاهر می‌شود. در ستون ("غلات و کاه")، اشتباهات چاپی طنز آمیز مختلف و مزخرفات دستوری از مجلات و روزنامه‌های دیگر چاپ می‌شود.
در مارس ۱۹۹۷ دو روزنامه‌نگار از سومن کووالتی که در مورد جنبش کردها در منطقه گزارش می‌دادند، در دیاربکر ترکیه دستگیر شدند.

## تیراژ
تیراژ سومن کووالتی ۱۰۲۰۰۰ نسخه در سال ۲۰۰۷ و ۹۶۰۰۰ نسخه در ۲۰۰۹ بود در سال ۲۰۱۰ تیراژ آن به ۸۸۶۶۷ نسخه کاهش یافت. تیراژ هفته‌نامه در سال ۲۰۱۱ به ۹۱۲۷۷ نسخه افزایش یافت. اما در سال ۲۰۱۲ به ۸۶۷۸۶ نسخه و به ۷۹۲۷۵ نسخه در سال ۲۰۱۳ کاهش یافت.
| سال  | جریان  |
| ---- | ------ |
| ۲۰۰۷ | ۱۰۲۰۰۰ |
| ۲۰۰۹ | ۹۶۰۰۰  |
| ۲۰۱۰ | ۸۸۶۶۷  |
| ۲۰۱۱ | ۹۱۲۷۷  |
| ۲۰۱۲ | ۸۶۷۸۶  |
| ۲۰۱۳ | ۷۹۲۷۵  |

## ویرایشگر
- متی کیوکاس ۱۹۱۶–۱۸
- ال‌ام ویرجوری ۱۹۱۸–۳۶
- ایلماری تورجا ۱۹۳۶–۵۱
- ریسلاک اولیه ۱۹۵۲–۱۹۶۰
- لئو توجونن ۱۹۶۱–۱۹۷۴
- جوکو تیری ۱۹۷۴
- میکو پوتولا ۱۹۷۴–۸۶
- پکا هیورینن ۱۹۸۷–۹۲
- مارتی بکمن ۱۹۹۳–۱۹۹۶
- تاپانی روکانن ۱۹۹۶–۲۰۱۴

*ویل پرنا ۲۰۱۴–